# Prywatny sekretarz króla
Prywatny sekretarz króla (łac. Secretarius privatus Maiestatis Regiae, sekretarz prywatny królewski) – zaprzysiężony urzędnik dworski, wybierany spośród kilku sekretarzy królewskich, formalnie związany z kancelarią koronną. Był odpowiedzialny za królewską korespondencję prywatną i tajną. Pełnił istotną funkcję w sprawach dyplomacji królewskiej. Pobierał wynagrodzenie ze szkatuły króla.
Niekiedy tytuł sekretarza królewskiego nadawano osobom zasłużonym na polu nauki lub sztuki. Tytuł ten nosił m.in. Jan Kochanowski.